# Chiesa della Madonna delle Grazie (Paternò)
La chiesa della Madonna delle Grazie più nota come chiesa di San Giuseppe è una chiesa di Paternò, in provincia di Catania.

## Storia
La sua edificazione risale alla metà circa del XVII secolo ad opera dei padri agostiniani della riforma centuripina, Andrea da Castrogiovanni e dei frati Andrea e Mario da Paternò.
Nel 1755, a causa della scarsità dei fondi, i padri agostiniani lasciarono la chiesa che divenne sede della confraternita di Santa Marta. Intorno al 1970 si verificò il crollo dell'originaria copertura, che venne qualche tempo dopo ricostruita.
Ulteriori lavori di restauro si sono conclusi nel 2008.

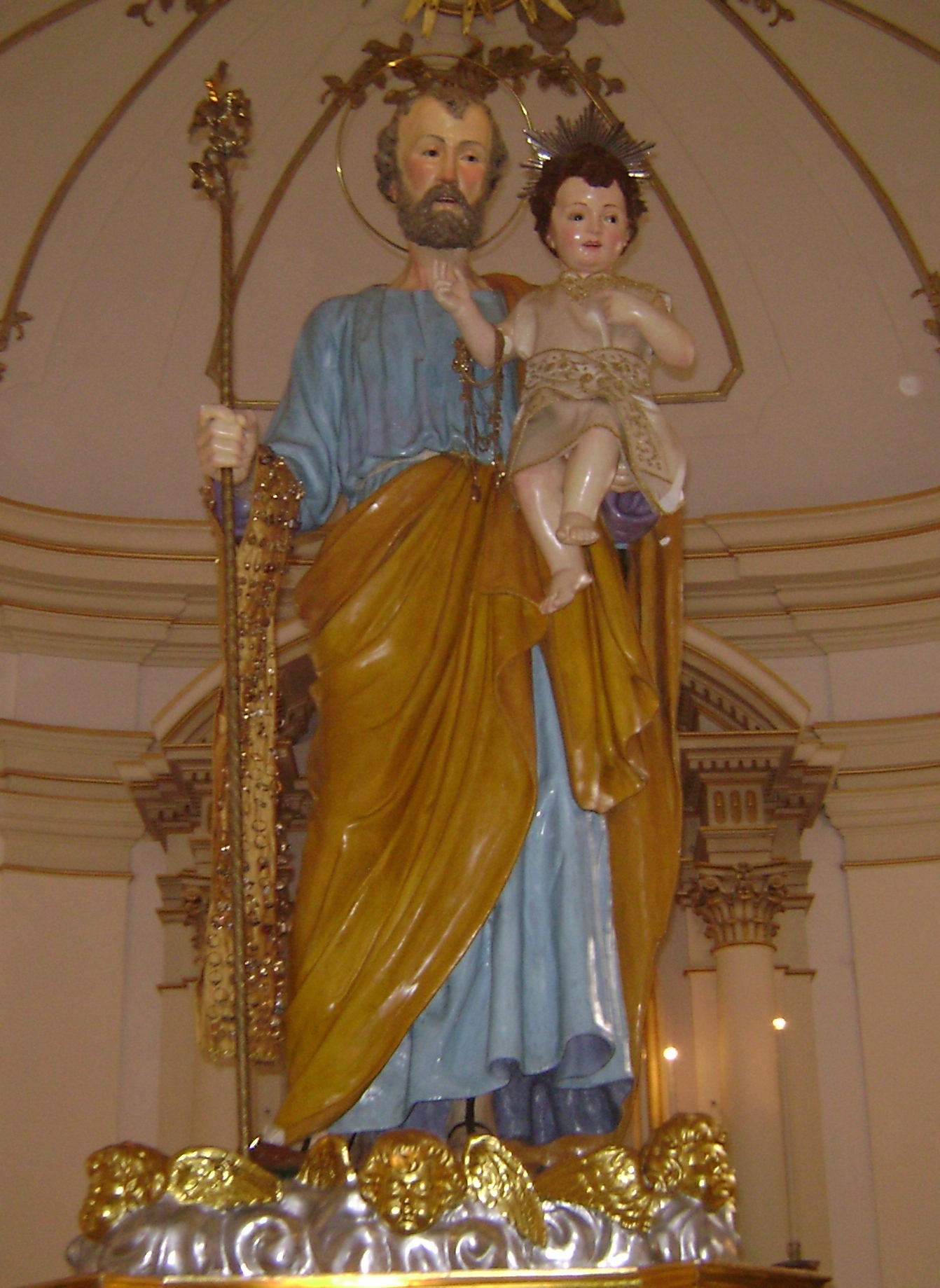
Simulacro di San Giuseppe

## Festeggiamenti
- 19 marzo: festeggiamenti in onore di san Giuseppe.
- 2 luglio: festeggiamenti in onore della Madonna delle Grazie.
- 29 luglio viene festeggiata santa Marta di Betania.